# 부산동여자중학교
부산동여자중학교(釜山東女子中學校)는 대한민국 부산광역시 동구 수정동에 있는 사립 중학교이다.

## 학교 연혁
- 1970년 1월 13일 : 부산동여자중학교 설립인가(명인학원소속, 18학급, 교행1041-1)
- 1970년 3월 5일 : 개교, 신입생 4학급(265명), 초대 한오작 교장 취임
- 1973년 1월 8일 : 제1회 졸업식
- 1974년 2월 18일 : 30학급 증설인가(관리1040-483)
- 1991년 3월 5일 : 교기 태권도부 창단
- 2000년 1월 24일 : 교육부주최 우수교사 연구회 선정
- 2001년 3월 7일 : 교기 볼링부 창단
- 2012년 4월 20일 : 학생 오케스트라 창단
- 2023년 9월 1일 : 제21대 이양순 교장 취임
- 2024년 12월 27일 : 제53회 졸업식(졸업생 총수 17,663명)
- 2025년 3월 4일 : 입학식(2학급 21명 입학)

## 참고 자료
- 부산동여자중학교 - 한국교육학술정보원 학교알리미